# Ошейниковая пуховка
Ошейниковая пуховка (лат. Bucco capensis) — вид птиц из семейства пуховковых. Подвидов не выделяют.

## Этимология
Видовое название capensis присвоено в честь Мыса Доброй Надежды, где, как ошибочно считал Линней, эти птицы встречались.

## Распространение
Обитают в северной части Южной Америки, в бассейне Амазонки, на территории Колумбии, Венесуэлы, Бразилии и обеих Гвиан. Птиц, обитающих в Колумбии и Перу, иногда относят к подвиду dugandi, но правомерность его выделения вызывает сомнения.

## Описание
Длина тела 18,5-19 см. Масса 46—62 г. Эти птицы темно-рыжие сверху, круп более бледно-рыжий с меньшим количеством черных полос. Имеется чёрный воротник вокруг верхней части спины и груди, окаймленный на затылке и по бокам шеи узким охристым поясом. В окрасе присутствуют темно-коричневый и ржавый тона. Хвост довольно короткий, с квадратным концом, градуированный примерно на четверть длины, оранжево-каштановый, с узкими чёрными полосками. Подбородок и горло от белого до охристо-белого цвета, нижняя часть грудки до центра брюшка и подхвостья более бурые, переходящие в ярко-оранжево-бурые тона в нижней части боков. Клюв от оранжевого до тусклого цвета в верхней части, оранжевый в нижней. Радужные оболочки беловатые, оранжевые или красные, кожа вокруг глаз оранжево-желтая, ноги светло-зелёные, оранжевые или коричневые, когти совершенно бледные. Неполовозрелые особи очень похожи на взрослых, но клюв и голова у них бледнее.

## Биология
Насекомоядны. Также питаются ящерицами, змеями и лягушками.